# Brendan Laney
Pas d'image ? Cliquez ici

a Compétitions nationales et continentales officielles uniquement.

b Matchs officiels uniquement.
Dernière mise à jour le 2 août 2019.
Brendan James Laney, né le 16 novembre 1973 à Invercargill, est un joueur de rugby à XV international écossais d'origine néo-zélandaise évoluant au poste de demi d'ouverture et parfois de centre ou d'arrière. 

## Biographie
Brendan Laney joue successivement avec les Highlanders, Édimbourg Rugby et le Yamaha Júbilo[réf. nécessaire]. Il est l'un des rares britanniques à avoir joué au Japon[réf. nécessaire].